# Pär Lindh Project
Pär Lindh Project est un groupe de rock progressif symphonique suédois. Il est formé par le claviériste et multi-instrumentiste Pär Lindh,.

## Biographie
Lindh est, au cours de sa carrière musicale, membre de groupes de rock progressif suédois tels que Änglagård, Galleon, Anekdoten et The Flower Kings. Pendant une tournée avec Änglagård, Pär Lindh fait la rencontre de Lindh Lee Jackson, (ex-The Nice), avec qui il forme The New Nice.
En 1994, il forme son propre projet baptisé Pär Lindh Project ; la même année, il sort son premier album, Gothic Impressions,.
En 2008, le groupe publie son tout premier DVD, chez Metal Mind Productions. Il est annoncé le 21 avril en Europe et le 13 mai aux États-Unis sous le titre Pär Lindh Project In Concert – Live In Poland. Il sera aussi disponible en version DVD+CD dont les CD contient des clips audio enregistrés pendant le concert.

## Discographie

### Albums studio
- 1994 : Gothic Impressions
- 1997 : Mundus Incompertus
- 2001 : III: Veni Vidi Vici
- 2010 : Time Mirror[6],[7],[8]

### Albums live
- 1999 : Live in America
- 2002 : Live in Iceland
- 2008 : In Concert: Live in Poland

### EP
- 1995 : Rondo